# Porphüriosz
Porphüriosz (ógörögül: Πορφύριος, latinul: Porphyrius ), eredeti nevén Malkhosz (Türosz, 232/233 – Róma, 304 körül) késő ókori görög újplatonista filozófus.
Porphüriosz Türoszból származott, és kezdetben Longinosz tanítványa volt. Később Rómába ment, ahol 262-ben Plótinosz tanítványa lett. Rómában hunyt el a 4. század elején. Fő feladatának tekintette, hogy előadja és magyarázza Plótinosz rendszerét, ugyanakkor mestere alkotását mélységében egynek gondolta Platón és Arisztotelész rendszereivel. Platón és Arisztotelész filozófiájának azonosságát külön műben tárgyalja, több művéhez Platónnak és Arisztotelésznek külön magyarázatot irt; ezek közül a Kategóriákhoz való bevezetése (Eiszagogé eisz taz Kategorusz) és a kisebb magyarázat maradt fenn, melyek az arisztotelizmus középkori történetében nagy fontosságra tett szert. Plótinosz rendszerét főleg az ő előadása tette népszerűvé – bár bizonyos részletekben eltér mesterétől, főleg az erkölcsi és vallási részletekben, melyekre még nagyobb súlyt helyez.

## Magyarul
- Plótinosz életéről és műveinek felosztásáról; in: Plótinosz: Az Egyről, a szellemről és a lélekről Válogatott írások; ford., jegyz. Horváth Judit és Perczel István; Európa, Bp., 1986 (Az ókori irodalom kiskönyvtára)